# Staurogyne athroantha
Staurogyne athroantha är en akantusväxtart som beskrevs av Cornelis Eliza Bertus Bremekamp. Staurogyne athroantha ingår i släktet Staurogyne och familjen akantusväxter. Inga underarter finns listade i Catalogue of Life.